# 克理斯多福·伊根
克理斯多福·伊根（英語：Christopher Egan；1984年6月29日—），是澳大利亞的一位男演員和前任模特兒，他因在肥皂劇《聚散離合》扮演尼可拉斯·史密斯（Nicholas Smith）和電視影集《天使聖戰》扮演亞歷克斯·藍儂（Alex Lannon）而出名。2007年，他也在電影《惡靈古堡3：大滅絕》扮演麥奇（Mikey）。

## 簡介
伊根出生於雪梨，他曾出演過多部廣告，並做過一些模特，2003年搬到洛杉磯。

## 外部連結
- 克理斯多福·伊根在互联网电影资料库（IMDb）上的資料（英文）
- 克理斯多福·伊根的X（前Twitter）
- 克理斯多福·伊根的Instagram帳戶